# NGC 1301
NGC 1301 é uma galáxia espiral barrada (SBbc) localizada na direcção da constelação de Eridanus. Possui uma declinação de -18° 42' 57" e uma ascensão recta de 3 horas, 20 minutos e 35,4 segundos.
A galáxia NGC 1301 foi descoberta em 1886 por Ormond Stone.